# Guan Chenchen
Guan Chenchen (Jingzhou, 25 september 2004) is een voormalig Chinese turnster en Olympisch kampioene. In 2021 won ze de gouden medaille op de balk tijdens de Olympische Spelen van Tokio 2020. In 2022, toen ze net 18 jaar was, stopte ze met haar professionele turncarrière om zich te richten op haar studies.
1952: Nina Botsjarova ·
1956: Ágnes Keleti ·
1960: Eva Bosáková ·
1964: Věra Čáslavská ·
1968: Natalja Koetsjinskaja ·
1972: Olga Korboet ·
1976: Nadia Comăneci ·
1980: Nadia Comăneci ·
1984: Ecaterina Szabo, Simona Păucă ·
1988: Daniela Silivaș ·
1992: Tetjana Lysenko ·
1996: Shannon Miller ·
2000: Liu Xuan ·
2004: Cătălina Ponor ·
2008: Shawn Johnson · 
2012: Deng Linlin · 
2016: Sanne Wevers · 
2020: Guan Chenchen · 
2024: Alice D'Amato